# District de Dornbirn

Dornbirn est un Bezirk (district) du Land autrichien de Vorarlberg.
Le district de Dornbirn est constitué des municipalités suivantes :
- Dornbirn
- Hohenems
- Lustenau